# سيرجي دوتسينكو
سيرجي دوتسينكو (بالأوكرانية: Доценко Сергій Миколайович)‏ (مواليد 27 يوليو 1979) هو ملاكم أوكراني، مثّل بلاده في الألعاب الأولمبية الصيفية 2000 وحقق الميدالية الفضية في فئة وزن الويلتر.

## روابط خارجية
سيرجي دوتسينكو على موقع بوكس ريك (الإنجليزية) (registration required)
- سيرجي دوتسينكو على موقع أوليمبيديا (الإنجليزية)